# Fédération internationale amateur de sambo
La Fédération internationale amateur de sambo (FIAS) è la federazione sportiva internazionale, membro di GAISF, che governa lo sport del sambo.

## World Combat Games
Il sambo è una delle 13 discipline ufficiali degli World Combat Games.